# Barycz (Basse-Silésie)
Pour les articles homonymes, voir Barycz.
Barycz est une localité polonaise de la gmina de Mściwojów, située dans le powiat de Jawor en voïvodie de Basse-Silésie.